# (3401) Vanphilos
(3401) Vanphilos est un astéroïde de la ceinture principale aréocroiseur.

## Description
(3401) Vanphilos est un astéroïde aréocroiseur. Il présente une orbite caractérisée par un demi-grand axe de 2,37 UA, une excentricité de 0,36 et une inclinaison de 21,8° par rapport à l'écliptique.

## Compléments